# هاورد بيرسي روبرتسون
هاورد بيرسي (بوب) روبرتسون (بالإنجليزية: Howard Percy Robertson)‏ ‏ (27 يناير 1903 - 26 أغسطس 1961) كان رياضي وفيزيائي أمريكي عُرف لمساهمات متعلقة بعلم الكون الفيزيائي ومبدأ الريبة. كان أستاذ الفيزياء الرياضية في معهد كاليفورنيا للتقنية وجامعة برينستون.
قدم روبرتسون مساهمات هامة لرياضيات ميكانيكا الكم والنسبية العامة والهندسة التفاضلية. عبر تطبيقه للنسبية في علم الكون قام بتطوير مفهوم كون متمدد، وتوقع الانزياح نحو الأحمر. غالباً ما يرتبط اسمه مع تأثير بوينتنغ-روبرتسون. خلال الحرب العالمية الثانية، خدم روبرتسون في لجنة الدفاع الوطني للبحوث (NDRC) ومكتب البحث العلمي والتنمية (OSRD). كان مستشار تقني لوزارة الحرب ورئيس القسم الاستشاري للاستخبارات العلمية في القيادة العليا لقوة مشاة الحلفاء.

## روابط خارجية
- هاورد بيرسي روبرتسون على موقع الموسوعة البريطانية (الإنجليزية)